# Гигачад
Гигача́д (ГигаЧа́д, ГигаЧе́д; англ. GigaChad или Gigachad) — персонаж и интернет-мем, представляющий собой чёрно-белые фото мускулистого мужчины. В основу интернет-мема лёг вымышленный персонаж Эрнест Халимов, созданный фотографом Кристой Судмалис в рамках фото-арт проекта. Мем стал известен в качестве объекта абсурдных фотожаб, а затем как лицо шаблона «Да, я слышал».

## Описание
Гигачад является собирательным образом успешного сексуального невероятно пропорционального мужчины в пиковой физической форме, с пластическими операциями, идеально очерченными скулами и мускулистым телом с десятью кубиками пресса. Издание Game Rant отмечает, что Гигачад быстро стал вирусным из-за того, что его тело и черты лица слишком нереалистичны, а одними из его выдающихся черт являются преувеличенная челюсть и подбородок.
Мем используется для того, чтобы шутить над «тупыми качками». Согласно Incel Wiki, Гигачад входит в топ 0,1 % наиболее привлекательных людей планеты и является «Чадом на максималках».
Реальными «Гигачадами», как отмечается, являются Арнольд Шварценеггер в расцвете сил, Крис Хемсворт и Стефан-Пьер Томлин — самый «залайканный» человек в Tinder.
Сам термин «гигачад» может использоваться в контексте для обозначения человека, который очень хорош в чём-то. Якуб Новак из издания naFakcie.pl отмечает, по мере распространения мема всё больше и больше людей с разными взглядами стали интерпретировать образ мужчины как нечто хорошее, к чему нужно стремиться, что явилось своего рода мотивацией. Позднее значение этого термина поменялось. Гигачад перестал быть идеализированным существом и стал чем-то более приземлённым, доступным каждому, кто очень хорош в своём деле.

### Прообраз
Прообразом Гигачада является вымышленный персонаж Эрнест Халимов, предположительно созданный российским фотографом Кристой Судмалис на основе фотосессий нескольких разных фитнес-моделей, состоявшихся во второй половине 2010-х. Видеосъёмки с этих фотосессий были опубликованы в интернете, но Эрнест Халимов на них отсутствует. Как предполагают авторы сайта Know Your Meme, аккаунт от имени Эрнеста Халимова в инстаграме с никнеймном berlin.1969 был создан для продвижения фотопроекта Судмалис Sleek’N’Tears, из-за чего ряд СМИ изначально приняли его за реального человека. В реальности у Халимова не было другого присутствия в интернете, в отличие от моделей, на которых его образ был основан, и которые имели собственные страницы в соцсетях, фотосессии у других фотографов и публичные фотографии с соревнований по бодибилдингу. Также пользователи интернета отмечали, что параметры тела Халимова отличаются от фото к фото — в зависимости от того, фотография какой фитнес-модели была использована в оригинале. Позже Судмалис публиковала снимки Халимова, якобы сделанные вне фотостудии, но пользователи интернета, в частности форума Lookism, обнаружили, что эти фото также были отредактированы в Adobe Photoshop и в оригинале на них изображены другие мужчины, не имевшие никакого отношения к Эрнесту Халимову. 13 апреля 2021 года в инстаграм-аккаунте berlin.1969 от лица Халимова была опровергнута версия о том, что его на самом деле создали в Adobe Photoshop и что такого человека в действительности не существует. Вскоре после этого в аккаунте Халимова было опубликованно единственное видео с ним, существующее в интернете — зацикленный ролик, длящийся менее секунды и состоящий всего из нескольких кадров. Наконец, редакторы сайта Know Your Meme выпустили видеорасследование, в котором нашли самое раннее использование образа Эрнеста Халимова, датированное началом 2010-х, для которого Судмалис использовала фото иностранных мужчин-моделей, найденные в интернете. Более того, Судмалис использовала своё совместное детское фото с отцом, чтобы сделать его выглядящим как Халимов.

### Оценки
Майлс Клее из MEL Magazine отмечает, что Гигачад представляет собой разрушение иерархии доминирования, которая поддерживает целостное мировоззрение инцелов, и что он «высший хищник», который теоретически действует как проверка сексуальных возможностей обычных Чадов. Далее сообщается: «В своих попытках продемонстрировать „культовую мужскую красоту“ с помощью искажения Судмалис [автор фотографий с изображением Гигачада] создала новый абсурдный и недостижимый её эшелон, который инцелы были чересчур готовы принять как ещё одно доказательство своей неполноценности. Сетовать на то, что вы не Гигачад, немного похоже на отчаяние, что вы не Халк». В другой публикации, посвящённой Гигачаду, Клее пишет, что превратить мужчину в лицо ироничного «сигма-постинга» — это «блестящий ход, который ещё больше подрывает бессмысленные гендерные теории, продолжающие создавать новые фальшивые модели мужественности».
Издание TJ отмечает, что Гигачад олицетворяет собой «высшую стадию маскулинности» и является «успешным и невозмутимым красавцем, прирождённым „альфа-самцом“, который компенсирует собственную недалёкость и поверхностность внешними данными и самоуверенностью».
Итальянское издание Tag24 считает, что Гигачад представляется скорее «самцом» не столько сильным и мускулистым, сколько зрелым и ответственным человеком.

## История
Абстрактный молодой человек по имени Чад Громочлен (англ. Chad Thundercock; или просто Чад) олицетворяет спортивного, уверенного в себе мужчину. В соцсетях он стал героем многочисленных мемов, а в одних из самых распространённых его сравнивали с Девственником — замкнутым молодым человеком с многими комплексами и проблемами в общении (рунетовская версия — Сыч). Именно он стал прототипом для Гигачада. Окончательная версия персонажа была позаимствована из фотопроекта Sleek’N’Tears. Его основатель, уроженка Москвы Криста Судмалис, как она рассказывала в интервью в 2014 году, воспевает в своих фото мужское начало. Для съёмки позировали как минимум пять моделей, на основе которых был создан персонаж Эрнест Халимов.
В октябре 2017 года мем с использованием фотографий Халимова стал популярен на Западе благодаря шуткам про самоуверенных парней на имиджборде 4chan. Именно тогда он получил прозвище «Гигачад». Например, одни пользователи шутили, что его «вывели» для борьбы с рептилоидами, а другие отмечали, что умрут девственниками из-за противостояния с такими мужчинами. С тех пор у фото с Халимовым не раз появлялись мемы и фотожабы.
Также мемы с Гигачадом появлялись и в Рунете, но настоящую популярность они обрели только в марте 2020 года в несколько ином формате, отличном от оригинала: появился новый мем «Да, я слышал». В новых мемах мускулистый мужчина пытается показать свои знания в разных областях, однако терпит в этом полную неудачу, в действительности сильно путаясь. Чаще всего герой мема говорит «Да, я слышал» или «Да, я знаю», «Да, я в курсе», после чего следует игра слов. Персонаж, например, решил, что «споры грибов» — это дискуссия грибов, «смертельная испанка» — жестокая жительница Испании, а Ивана Грозного назвали в честь столицы Чечни. Часто такие мемы появлялись в сообществе «абстрактные мемы для элиты всех сортов». Подобный формат высмеивает необразованную, но уверенную в себе молодёжь, увлекающуюся бодибилдингом. Мемы с Гигачадом не избежали эволюции и обзавелись собственными фотожабами, в которых лица Гигачада заменяли на лица вымышленных персонажей или реальных людей, произносящих «пафосную» цитату.
В конце 2020 года и в марте 2021 года благодаря ролику пользователя Socialism Done Left и интересу к мему Average Enjoyer Meme мем вновь был замечен в англоязычном сегменте сети. Автор опубликовал версию мема 7 февраля 2021 года. За месяц его видео просмотрели более 190 000 раз на YouTube и 134 000 раз в Твиттере и стало вирусным. Несколько вирусных версий видео были размещены в феврале и марте 2021 года.
В сентябре 2021 года стали популярны ещё новые мемы, связанные с Гигачадом, где в меме «Типичный фанат против типичного ценителя» тот играет роль «типичного ценителя», а завирусившийся стример играет роль «типичного фаната». Интернет-пользователи позаимствовали фрагмент видео с блогером из стрима на Twitch и заменили его мускулистой фигурой Гигачада, сравнив двух интернет-героев в игровых ситуациях. Сопоставляя двух персонажей, пользователи соцсети пытались показать разные взгляды, например, на ценности людей, любящих видеоигры.
В феврале 2022 года в Твиттере был создан аккаунт @SigmaActivity с аватаркой Гигачада. По состоянию на май 2022 года, он насчитывал почти 250 тыс. читателей. Редактор американского журнала MEL Magazine Майлс Клее пишет, что аккаунт объединяет две концепции маносферы, которые имели искреннее и серьёзное происхождение и до сих пор не имели никакой связи друг с другом.
В 2022 году игроки Elden Ring активно создавали своих Гигачадов с помощью редактора для создания персонажей. В июле издание Game Rant сообщило о том, что пользователь скомбинировал Гигачада и Бешеное пламя из Elden Ring с использованием онлайн-генератора изображений DALL-E Mini.